# Коркіт
Коркіт (англ. corkite; нім. Corkit m) — мінерал, гідроксилсульфат-фосфат свинцю і окисного заліза острівної будови з групи бедантиту.
Описаний французьким мінералогом Гілбертом Джозефом Адамом (Gilbert Joseph Adam) в 1869 році, назва походить від родовища.

## Загальний опис
Хімічна формула: [PbFe33+(PO4)(SO4)(OH)6].
Містить (%): PbO — 33,42; Fe2О3 — 35,86; P2O5 — 10,63; SO3 — 11,99; H2О — 8,1.
Сингонія тригональна.
Твердість 3,5-4,5.
Густина 4,2-4,3.
Блиск скляний до смолистого.
Колір темно-зелений, жовто-зелений до блідо-жовтого.
Спайність довершена.
Легко розчиняється у HCl.
Вторинний мінерал.
Вперше знайдений у графстві Корк, Ірландія.
Утворюється при зміні свинцевих руд. Зустрічається з лімонітом на кременистих конкреціях в граф. Корк (Ірландія) і з піроморфітом та лімонітом поблизу Монтабаура (ФРН). Рідкісний.